# Штадтбредимюс
Штадтбредимюс (люкс. Stadbriedemes, фр. Stadtbredimus) — коммуна в Люксембурге, располагается в округе Гревенмахер. Коммуна Штадтбредимюс является частью кантона Ремих. В коммуне находится одноимённый населённый пункт.
Население составляет 1480 человек (на 2008 год), в коммуне располагаются 584 домашних хозяйств. Занимает площадь 10,17 км² (по занимаемой площади 107 место из 116 коммун). Наивысшая точка коммуны над уровнем моря составляет 289 м. (115 место из 116 коммун), наименьшая 140 м. (4 место из 116 коммун).

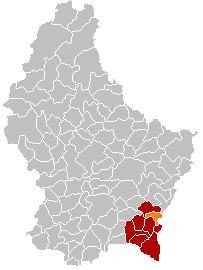
Оранжевый цвет — коммуна Штадтбредимюс, красный — кантон Ремих.